# HMS Cornwall (56)
L'HMS Cornwall (Pennant number 56), settima nave da guerra della Royal Navy britannica a portare questo nome, è stata un incrociatore pesante Classe County, tipo Kent, della Royal Navy. Venne impostata nei cantieri Devonport di Plymouth il 9 ottobre 1924, varata l'11 marzo 1926 ed entrò in servizio l'8 maggio 1928.

## Servizio
Al momento dell'entrata in servizio nel 1928 la Cornwall venne assegnata alla zona di operazioni cinese con il 5º Squadrone incrociatori. Nel 1936 tornò in patria avendo terminato il turno di servizio e l'anno successivo venne sottoposta ad un ammodernamento a Chatham. Nel 1938, alla fine dei lavori, venne inquadrata nel Secondo Squadrone Incrociatori della Home Fleet. Nel 1939 venne nuovamente trasferita in Cina, Presso il 5º Squadrone Incrociatori. Nel settembre, allo scoppio della Seconda guerra mondiale, venne trasferita nell'Oceano Indiano come parte della Forza "I", con base a Ceylon. Il 5 ottobre seguente partecipò alla caccia alla "corazzata tascabile" tedesca Graf Spee.
Tra l'8 ed il 14 febbraio 1940 venne tirata in secco a Simon's Town in Sudafrica. Nel mese di agosto ebbe compiti di scorta a convogli da Freetown. Il 25 del mese il convoglio WS-2 giunse in Sudafrica con trasportando tre Reggimenti corazzati dirette a rinforzare la Settima divisione corazzata in Medio Oriente e la Seconda Brigata dell'Africa Occidentale proveniente da Mombasa e in trasferimento per partecipare alla campagna d'Abissinia. Il convoglio, composto di 14 navi, si divise in due tronconi diretti a Città del Capo e Simon's Town. Nel mese di settembre intercettò insieme alla Delhi l'incrociatore francese Primauguet insieme alla nave cisterna Tarn nel porto di Libreville, avanguardie di una forza più ampia diretta a ristabilire l'autorità della Francia di Vichy sui territori di oltremare comprendente anche gli incrociatori leggeri Georges Leygues, Montcalm e Gloire oltre ai cacciatorpediniere Le Fantasque, Le Malin e L'Audacieux. Le navi catturate vennero scortate a Casablanca.
La Cornwall passò il mese di gennaio 1941 in cantiere a Selborn per la sostituzione del timone. L'8 maggio, mentre si trovava nell'Oceano Indiano con compiti di pattuglia, intercettò la corsara tedesca Pinguinal largo delle Seychelles affondandola dopo un breve combattimento. La nave tedesca aveva però a bordo oltre all'equipaggio di 332 tedeschi circa 200 prigionieri membri degli equipaggi delle 32 navi mercantili catturate o affondate dalla corsara. Vennero recuperati 60 membri dell'equipaggio e 22 prigionieri. Durante il combattimento la Cornwall venne colpita a poppa. Tornata a Durban rimase in cantiere per riparazioni fino al 10 giugno. Il 25 novembre successivo intercettò il mercantile Surcouf della Francia di Vichy diretto a Gibuti con un carico di cibo al largo della Somalia e lo scortò quindi ad Aden.
Nel gennaio 1942 venne trasferita nelle Indie Orientali Olandesi dove scortò il passaggio dei convogli tra Ceylon e lo Stretto della Sonda fino al mese di marzo. L'ammiraglio James Somerville, Comandante in Capo della Flotta delle Indie Orientali, ricevette il 29 marzo informazioni riguardo ad un imminente attacco giapponese a Ceylon.

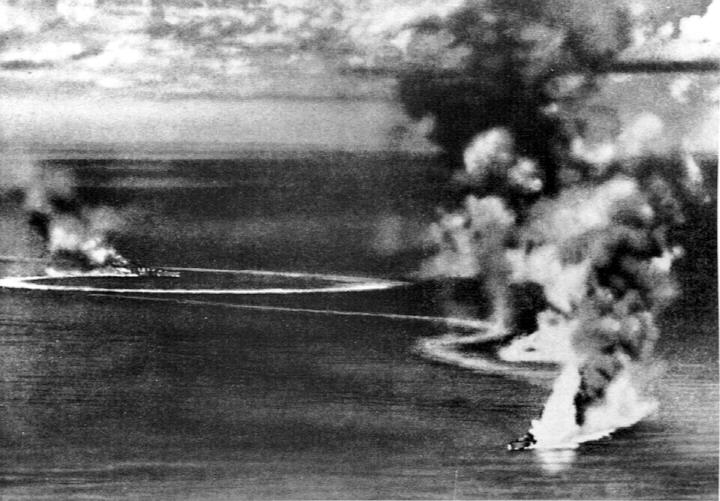
Il Dorsetshire e il Cornwall sotto pesante attacco aereo fotografate da un aereo giapponese

La Cornwall, al comando del Capitano Percival Clive Wickham Manwaring e la sorella Dorsetshire formarono la Forza "A" e vennero inviate a Colombo. All'inizio di aprile sempre in coppia con la Dorsetshire scortò la portaerei Hermes a Trincomalee per riparazioni. Il 4 aprile venne individuata la flotta di portaerei giapponese ed i due incrociatori lasciarono il porto per dirigersi, dopo un rapido rifornimento in mare, verso l'Atollo Addu. Il giorno seguente vennero individuati da un aereo da ricognizione dell'incrociatore giapponese Tone circa 200 miglia (370 km) a sudovest di Ceylon. Immediatamente si alzarono in volo i bombardieri dalle portaerei per attaccare le due navi, in uno scontro conosciuto anche come Raid della domenica di Pasqua. La Cornwall venne affondata in 12 minuti dopo essere stata colpita da nove bombe e danneggiata dalle esplosioni di altre sei esplose nelle vicinanze. Tutte le caldaie e le macchine erano fuori uso dopo pochi minuti rendendo impossibile il fuoco dell'artiglieria. Anche la Dorsethsire venne affondata nell'attacco. Dopo lo scontro 1.120 uomini degli equipaggi delle due navi vennero recuperati dall'incrociatore leggero Enterprise e dai cacciatorpediniere Paladin e Panther, mentre 128 marinai della Cornwall rimasero uccisi.
Lo stemma della nave è attualmente esposto a Simon's Town, in Sudafrica.